# Delta Force (videojuego)
Delta Force es un videojuego perteneciente al género de disparos en primera persona para ordenador, creado por la empresa NovaLogic. 
Fue lanzado para PC el 1 de noviembre de 1998.
Delta force fue diseñado para ser una simulación militar basada libremente en las fuerzas especiales norteamericanas. Debido a que el juego fue un lanzamiento de bajo presupuesto, no es difícil encontrar defectos de ejecución en el mismo.

## Jugabilidad
El jugador asume el papel de un operativo de la Delta Force que participa en operaciones militares en varias ubicaciones. Los objetivos generalmente implican la eliminación de una presencia hostil en una región, el asesinato de un objetivo de alto perfil, la destrucción de equipos militares o la escolta de prisioneros de guerra o civiles a un punto de extracción. Dependiendo de la misión, el jugador también necesita llegar a un punto de extracción después de cumplir todos los demás objetivos. Las cinco campañas están disponibles desde el principio y las misiones adicionales se desbloquean a medida que se completan las anteriores. A veces, varias misiones se desbloquean a la vez y le corresponde al jugador en qué orden jugarlas. El juego presenta 40 misiones en total.

## Desarrollo
Delta Force utiliza su propio motor, Voxel Space propiedad de NovaLogic, conocido en sus juegos anteriores, como la serie Comanche, que utiliza vóxeles para visualizar el terreno mientras que los polígonos se utilizan para representar personajes, vehículos, edificios y otros detalles. Este método permitía dibujar distancias y detalles del terreno que no se veían en los tiradores en primera persona en ese momento y respaldaba el intento del juego de simular combates realistas al aire libre a distancias de hasta varios cientos de metros. Una limitación del motor era que no admitía ninguna forma de aceleración 3D.

## Recepción
El juego recibió críticas "favorables" de acuerdo con los críticos de videojuegos en GameRankings. Michael E. de GameSpot le otorgó el juego 9.1 de 10, calificándolo como "un juego muy impresionante en general", alabando especialmente la misión y el diseño de sonido del juego, aunque señalando sus imágenes obsoletas. También hizo comparaciones con Tom Clancy Rainbow Six, publicado anteriormente el mismo año, pero destacó las limitadas opciones de preparación de Delta Force en comparación con este último. También elogió el modo multijugador, pero señaló que los problemas técnicos dificultaban su juego. Todd Vaughn de PC Gamer Online le otorgó el juego 89%, también haciendo comparaciones con Rainbow Six pero notando que Delta Force se enfoca en peleas de larga distancia y bajo nivel de realismo. Concluyó: "En general, Delta Force es una adición sorprendente y bienvenida al género que usa la combinación correcta de acción y táctica para diferenciarse de la multitud".

## Secuelas
El juego fue lo suficientemente exitoso como para recibir una secuela directa, Delta Force 2, el año siguiente y engendrar una serie de larga duración. El último juego de la serie es Delta Force: Xtreme 2 , lanzado en 2009. Se anunció otro juego llamado Delta Force: El Salto Ángel, pero sigue sin terminar.
Inspirado por la popularidad de la película de guerra de Ridley Scott Black Hawk Down, que narra la Batalla de Mogadiscio, NovaLogic desarrolló un juego Delta Force con el mismo tema titulado Delta Force: Black Hawk Down , que se lanzó en 2003. Debido al aumento en la popularidad de los shooters multijugador de temática militar con combate vehicular, más notablemente la serie Battlefield de DICE, NovaLogic también desarrolló un spin-off enfocado multijugador de la serie Delta Force titulada Operaciones conjuntas: Typhoon Rising, lanzado en el año 2004.

## Otros juegos Delta force
- Delta Force 2
- Delta Force: Land Warrior
- Urban Warfare
- Task Force Dagger
- Delta Force: Black Hawk Down
- Delta Force: Black Hawk Down: Team Sabre
- Delta Force: Xtreme
- Delta Force: Xtreme 2